# Parkeringshus
Et parkeringshus er en bygning, der er designet til at biler kan parkere i, i flere etager eller niveauer med parkeringspladser. Det er grundlæggende en indendørs, stablet parkeringsplads. Nogle parkeringspladser kan have opvarmning, hvis der er lukket helt af.
Design af parkeringsfaciliteter kan medføre betragtelige omkostninger ved byudvikling og opførsel af kontorbygninger, indkøbscentre og lignende, og nogle steder kan der være krav om, at der i forbindelse med denne type byggerier skal være tilgængelige parkeringsområder. I nogle byer som bl.a. London har man valgt at gå bort fra krav om et minimum af parkeringspladser.